# Kaiser-Franz-Josef-Jubiläumskirche (Mokřiny)

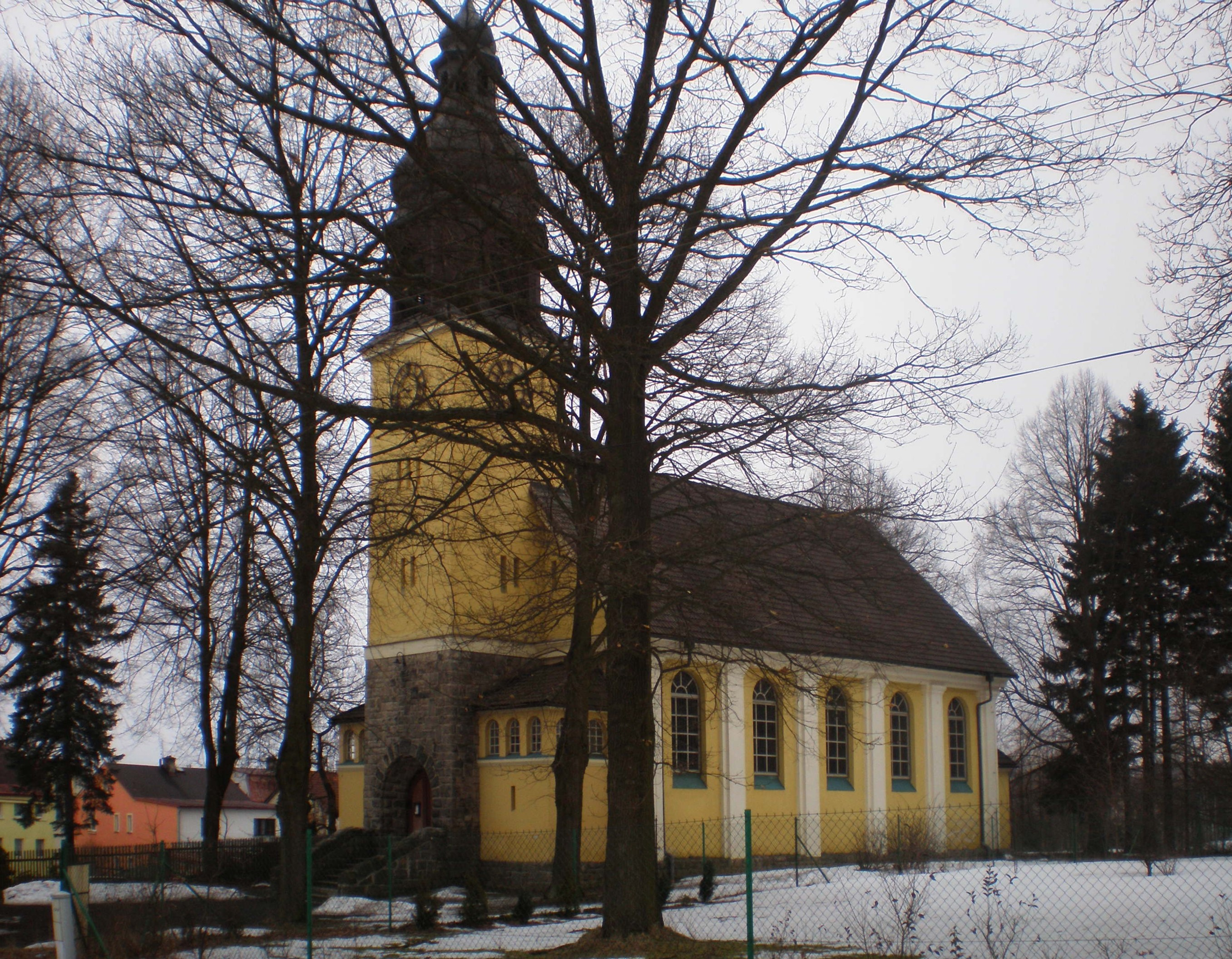
Evangelische Kirche Nassengrub

Die  Kaiser-Franz-Josef-Jubiläumskirche ist die evangelische Pfarrkirche von Mokřiny (deutsch Nassengrub), einem Ortsteil der Stadt Aš (deutsch Asch) in Tschechien. Bis 1918 gehörte sie der Evangelischen Superintendentur A. B. Asch, danach der Deutschen Evangelischen Kirche in Böhmen, Mähren und Schlesien an. Seit 1945 gehört die Kirchengemeinde zur Evangelischen Kirche der Böhmischen Brüder.

## Geschichte
Die evangelische Kirche von Nassengrub ist eine der nach dem 60. Regierungsjubiläum 1908 in der österreichischen Monarchie errichteten Kaiser-Franz-Joseph-Jubiläums-Kirchen. Im Jahre 1908 konstituierte sich ein Kirchenbauverein, und 1911 kam es zur Gründung der Filialgemeinde. Mit dem Kirchenneubau wurde zugleich der Berliner Architekt Otto Bartning beauftragt, der zuvor 1906 bis 1908 mit der Friedenskirche in Peggau und 1910 bis 1911 mit der Friedenskirche in Leibnitz zwei für die evangelische Sakralarchitektur richtungsweisende Kirchenbauten errichtet hatte. Die Bauführung lag in den Händen des örtliche Baumeister Ernst Hausner. Die Grundsteinlegung fand am 14. Juli 1912, die Einweihung am 29. November 1914 statt. Seit der Zerstörung der barocken Dreifaltigkeitskirche in Asch durch einen Brand im Jahre 1960 dient sie als evangelische Stadtkirche. Die vernachlässigte Kirche wurde in den Jahren 1992 bis 1996 durch ehemalige Einwohner des Ortes aufwendig restauriert.

## Architektur
Der von Bartning in barockisierender Tradition entworfene Kirchenbau ist eine fünfachsige Saalkirche mit Rundbogenfenstern und kräftiger Pilastergliederung unter Satteldach, ähnlich wie in Bartnings beiden früheren Kirchenbauten in Peggau und Leibnitz. Der vorgesetzte Turmbau mit seinem rustizierten Portalbereich und dem aufgesetzten Oktogongeschoss mit der geschweiften Haube ist demgegenüber stärker vorgerückt. Der von einer segmentbogig geführten Holztonne überdeckte Kirchenraum besitzt dreiseitig umlaufende Emporen, der gewölbte und von einem korbbogigen Eingangsbogen begrenzte Altarraum enthält in Übereinstimmung mit den Forderungen des Wiesbadener Programms von 1891 einen steinernen Kanzelaltar mit beiderseits aufgeführter Treppenanlage. Der Kirchenraum entspricht damit den Anforderungen an einen modernen protestantischen Kirchenraum, wie sie Hermann Heisler in enger Zusammenarbeit mit Otto Bartning entwickelt hatte.